# Hwasong-17
Hwasong-17 (coréen : 《화성포-17》형 ; hanja : 火星砲 17型) est un nouveau missile dévoilé par la Corée du Nord le 10 octobre 2020, à l'occasion du défilé du 75e anniversaire de la fondation du Parti des travailleurs de Corée.
Ce missile est considéré comme une nouvelle itération du Hwasong-15 et constitue une autre étape sur la voie du programme de missiles balistiques intercontinentaux de la Corée du Nord.

## Description
On suppose que le Hwasong-17 est un missile balistique intercontinental mobile routier à propulseur liquide (bien que ce ne soit pas encore confirmé) porté par un tracteur-érecteur-lanceur à vingt-deux roues. D'après les images, le missile lui-même mesure 26 m de long et 2,7 m de diamètre. Les capacités exactes du missile ne sont pas encore confirmées, bien que les spéculations d'experts aient alimenté des questions quant à savoir s'il pourrait atteindre des villes aux États-Unis et potentiellement échapper aux défenses antimissiles américaines. Il pourrait également avoir la capacité de transporter plusieurs véhicules de rentrée.